# Empire State of Mind (Part II) Broken Down
Empire State of Mind (Part II) Broken Down este cel de-al patrulea disc single extras de pe albumul The Element of Freedom, al cântăreței de origine americană, Alicia Keys. Fiind un răspuns la adresa șlagărului „Empire State of Mind”, de Jay-Z, cântecul va fi promovat în Europa la începutul anului 2010.